# Albatros Dr.II
L'Albatros Dr.II, designazione aziendale L 39, fu un caccia triplano monoposto sviluppato dall'azienda tedesco imperiale Albatros Flugzeugwerke GmbH nei tardi anni dieci del XX secolo e rimasto allo stadio di prototipo.
Realizzato abbinando la cellula del precedente Albatros D.X ad una velatura triplana il modello non venne avviato alla produzione in serie.

## Storia del progetto
Durante lo svolgimento della prima guerra mondiale l'Idflieg, l'organismo militare che sovraintendeva all'aviazione del Deutsches Heer, l'esercito imperiale tedesco, ritenne necessario sperimentare nuove tecnologie da applicare ai modelli da caccia in dotazione alla Luftstreitkräfte al fine di ottenere una supremazia nei confronti dell'aviazione nemica. Dal novembre 1916 nella britannica Royal Naval Air Service, la componente aerea della Royal Navy, entrò in servizio il Sopwith Triplane, un caccia che grazie alla particolare configurazione alare si dimostrò superiore agli aerei tedeschi allora in servizio.
Al fine di riequilibrare le forze in campo l'Idflieg emise una specifica per la fornitura di un nuovo modello a velatura triplana, identificata come Dr Typ (dal tedesco Dreidecker, triplano), che nelle aspettative doveva risultare più maneggevole e dotato di maggiore velocità di salita, invitando le aziende aeronautiche nazionali a costruire un prototipo da utilizzare in prove comparative.
Tra le aziende che risposero all'appello vi fu anche l'Albatros che dopo aver realizzato, nel 1917, il Dr.I abbinando la cellula di un D.V ad una nuova ala triplana, decise di avviare un simile progetto nel 1918, identificato dall'azienda come L 39, utilizzando il D.X che non era stato valutato positivamente dall'Idflieg.
Il prototipo venne portato in volo nella seconda parte dell'anno ma le prestazioni non riuscirono ad essere soddisfacenti. La differente struttura delle ali dei due modelli costrinse a modificare l'impianto di raffreddamento, spostando l'unico radiatore presente sul bordo di attacco dell'ala superiore nel D.X in una soluzione a due radiatori, posizionati su due piccoli montanti che collegavano la fusoliera all'ala superiore nel Dr.II. Questo non riuscì ad abbinare le buone prestazioni in velocità di salita, tipiche della soluzione triplana, a quelle in velocità massima, limitata dalla resistenza aerodinamica dei due radiatori. Dopo una serie di voli di prova effettuati nella primavera del 1918 non venne nemmeno preso in considerazione di presentare il modello alla commissione di valutazione Idflieg ed il suo sviluppo venne interrotto.

## Tecnica
L'Albatros Dr.II conservava l'aspetto generale, tranne per la velatura, dell'Albatros D.X da cui derivava direttamente ed in generale per i simili modelli prodotti nello stesso periodo dalle altre aziende: triplano, monomotore monoposto con carrello fisso.
La fusoliera, abbandonata la sezione ellissoidale dei primi modelli, riproponeva quella di nuovo disegno più squadrata, "tagliata" su fianchi e parte ventrale al fine di diminuirne la sezione frontale per cercare di ottenere un'elevata velocità massima, dagli angoli smussati raccordati tra loro da una ricopertura in pannelli di compensato opportunamente sagomato. Posteriormente terminava in un impennaggio impennaggio classico monoderiva caratterizzato dall'elemento verticale integrato nella struttura dorsale della fusoliera e avanzato rispetto a quello orizzontale composto da un timone di profondità in unico elemento sporgente dalla coda.
La configurazione alare era triplana con ala superiore, media ed inferiore di ugual misura, sia in apertura che in corda alare, tutte dotate di alettoni, collegate tra loro da una coppia di montanti "ad I" dotati di profilo alare, uno per lato, integrati da tiranti in cavetto d'acciaio. Centralmente l'ala superiore montata alta a parasole era collegata alla parte superiore della fusoliera da una struttura tubolare che formava una "V" sulla quale erano stati fissati i radiatori dell'impianto di raffreddamento. A causa infatti dello spessore delle ali non fu possibile riproporre lo stesso schema dell'impianto di raffreddamento ad un unico radiatore posto sul bordo di attacco dell'ala superiore del D.X biplano.
Il carrello d'atterraggio era fisso, molto semplice, montato su una struttura tubolare al di sotto della fusoliera, dotato di ruote di grande diametro collegate da un asse rigido ed integrato posteriormente con un pattino d'appoggio.
La propulsione era affidata ad un motore Benz Bz.IVb (o secondo altre fonti un Benz Bz.IIIbo), un 8 cilindri a V raffreddato a liquido, capace di erogare una potenza pari a 195 PS (144 kW), posizionato all'apice anteriore della fusoliera integrato nella struttura ed abbinato ad un'elica bipala in legno a passo fisso completata della grande ogiva con funzioni aerodinamiche che nascondeva il mozzo.
L'armamento consisteva in due mitragliatrici LMG 08/15 calibro 7,92 mm poste davanti all'abitacolo, abbinate ad un dispositivo di sincronizzazione che consentiva di sparare senza conseguenze attraverso il disco dell'elica.

## Utilizzatori
Germania
- Luftstreitkräfte (previsto)